# Dadoji Kondadevstadion
Het Dadoji Kondadevstadion (ook SR Bhosle Krida Sankulstadion genoemd) is een multifunctioneel stadion in Thane, een stad in India. 
Het stadion wordt vooral gebruikt voor cricket- en voetbalwedstrijden. Het wordt gebruikt voor training. Het wordt ook gebruikt voor atletiekwedstrijden. In het stadion is plaats voor 33.000 toeschouwers. Het stadion werd geopend in 1982.